# Pachycarpus grantii
Pachycarpus grantii är en oleanderväxtart. Pachycarpus grantii ingår i släktet Pachycarpus och familjen oleanderväxter.

## Underarter
Arten delas in i följande underarter:
- P. g. grantii
- P. g. marroninus